# Енди Мари
Сер Ендру Барон Мари (енгл. Andrew Barron Murray; Глазгов, 15. мај 1987) британски је тениски тренер и бивши тенисер. Био је тренер Новаку Ђоковићу током 2025.
До прве позиције на АТП ранг-листи је стигао 7. новембра 2016. престигавши Новака Ђоковића који је ту боравио од 7. јула 2014. Мари је тако постао други најстарији тенисер који први пут долази на чело АТП листе (после Џона Њукома) и двадесет шести у историји рангирања (од 1973). Прво место на крају 2016. осигурао је победом над Ђоковићем у финалу завршног првенства сезоне у Лондону. Августа 2017. Рафаел Надал је претекао Марија по броју поена и тако заузео водећу позицију.
Међу десет најбољих тенисера света по први пут се нашао 18. јуна 2007. када је заузео осмо место. Следеће године, Мари је достигао финале Отвореног првенства Сједињених Америчких Држава у ком га је поразио Роџер Федерер. Играо је потом финала Отвореног првенства Аустралије 2010. и 2011. и Вимблдона 2012. Исте године, Мари је освојио златну медаљу у мушкој појединачној и сребрну медаљу у конкуренцији мешовитих парова на Летњим олимпијским играма 2012. у Лондону. На Летњим олимпијским играма 2016. одржаним у Рио де Жанеиру долази до своје друге златне медаље у појединачној конкуренцији. Освојио је три гренд слем титуле у каријери: на Отвореном првенству Сједињених Америчких Држава 2012. и Вимблдону 2013. и 2016.

## Приватни живот
Мари је рођен 15. маја 1987. у Данблејну, Шкотска, као други и најмлађи син Вилија и Џуди.
Његов деда са мајчине стране, Роб Ерскин, професионално се бавио фудбалом. Мари има чест проблем са чашицом колена, која му у детињству није срасла у једну кост, већ је остала као две одвојене кости. Похађао је Данблејнску основну школу, и био је присутан за време масакра у Данблејну 1996. у школи, када је Томас Хамилтон убио седамнаест особа; од тога су шеснаест били ученици, а једна особа учитељица. Мари се сакрио испод стола у учионици заједно са годину дана старијим братом Џејмијем. Мари каже да је тада био премлад да би схватио шта се дешава, и ретко пристаје да о томе говори у јавности, али је у својој аутобиографији Hitting Back написао да је био међу децом која су бежала од Хамилтона и да га је спасила мајка, која је у том тренутку аутомобилом дошла по њега. Такође је завршио Данблејнску средњу школу. Након развода његових родитеља када је имао девет година, Мари и његов брат Џејми остали су да живе са својим оцем.
Његови добри пријатељи међу тенисерима су Новак Ђоковић и Станислас Вавринка, које познаје још од јуниорских дана. Од 2006. године је у вези са Ким Сирс, кћерком Најџела Сирса, тренером српске тенисерке Ане Ивановић. Њих двоје тренутно живе у Сарију, а упознали су се током Отвореног првенства Америке 2005. године. Мари је такође велики љубитељ фудбала.

## Тениска каријера

### Јуниорска каријера
Први пут је у руке узео рекет када је имао само две године. Често је играо са својим братом Џејмијем. Показао је изузетан таленат, који је обећавао. Учествовао је на многим такмичењима за јуниоре. Инспирацију је добијао из мечева које је играо са братом Џејмијем, који је тада био други најбољи јуниоски тенисер на свету. Када је имао 12 година, освојио је „Golden Bowl”, престижну награду за дванаестогодишње тенисере. Тада се на кратко повукао, са жељом да тренира фудбал, али се брзо вратио тенису.
Када је играо против Рафаела Надала, који је годину дана старији од њега, Мари је сазнао да Надала тренира Карлос Моја, тадашњи најбољи тенисер света. Био је бесан, јер је једина особа са којом је могао да вежба био његов брат, тако да је одлучио да се пресели у Барселону, Шпанија, где се уписао у познати камп „Међународна школа Шилер”. Ипак, одатле је отишао без икаквих признања, јер је његово образовање много трпело због тога. 2004. године је победио на јуниорском Отвореном првенству САД.

### 2005.
Ово је била година када је Мари заиграо као професионалац. Привукао је пажњу тениске публике када је достигао треће коло турнира у Квинсу и на Вимблдону 2005. Најбоље резултате остварио је на травнатим и тврдим подлогама, иако је рекао да највише воли шљаку, јер је као јуниор тренирао у Барселони.
У марту 2005. године, прикључио се Дејвис куп репрезентацији Уједињеног Краљевства, која је тада играла против Израела, и постао најмлађи тенисер икада који је играо у Дејвис купу. Мари и Дејвид Шервуд су направили велико изненађење када су победили израелски пар у конкуренцији парова, и тако омогућили Британији да победи са 3:2.
Шкотски тенисер је достигао полуфинале на Отвореном првенству Француске за јуниоре, а онда је постао професионалац када је примио „вајлд карту” за турнир у Барселони. Али, изгубио је већ у првом колу. Играње у Барселони донело је Марију прве АТП поене. Након Барселоне је примио „вајлд карту” за турнир у Квинсу. Достигао је треће коло, али је одустао од даљег такмичења због повреде.
Мари је добио „вајлд карту” за Вимблдон 2005. На свом првом сениорском Гренд слем турниру, био је 347. играч планете, али је у првом колу поразио 14. носиоца Радека Штјепанека у три сета. Постао је први шкотски тенисер који је достигао 3. коло Вимблдона, и у том тренутку је био једини Британац који је играо у мушкој и женској појединачној конкуренцији. Ипак, његов успех на Вимблдону прекинуо је Давид Налбандијан, који га је поразио у пет сетова.
Током овог Вимблдона, Мари је постао изузетно популаран у Уједињеном Краљевству. Многи обожаваоци тениса су предлагали да се „Хенманово брдо”, које је добило име по некадашњој британској тениској звезди Тиму Хенману, преименује у „Маријево брдо” или „Маријево поље” (зато што у Единбургу постоји стадион који се тако зове), а „Хенманманија” је постала „Ендиманија”.
Добио је „вајлд карту” за учешће на Синсинати Мастерсу, и то је био његов први турнир из Мастерс серије. Изгубио је од једног од првих десет тенисера света тада, Марата Сафина, у другом колу, 6:4, 1:6, 6:4.
Мари је био 122. тенисер планете и морао је да учествује на квалификационом турниру за Отворено првенство САД. Изгубио је у 2. колу. Коначно је ушао у првих 100 тенисера света када је победио Робина Седерлинга на турниру у Бангкоку, у чијем је финалу поражен од стране првог тенисера света, Роџера Федерера. То је било његово прво АТП финале, које му је помогло да постане 72. тенисер света.
Након краће повреде, играо је на турниру у Базелу. У првом колу је поразио тадашњег најбољег тенисера Британије, Тима Хенмана, 6:2, 5:7, 7:6(4). Након тога је победио Томаша Бердиха у другом колу. Ипак, изгубио је у четвртфиналу од 10. тенисера света Фернанда Гонзалеса. Али, постао је 65. тенисер света.

### 2006.
Мари је започео сезону 2006. године на неколико турнира у Аустралији, на којима није постигао веће успехе. На Отвореном првенству Аустралије је изгубио већ у првом колу од Хуана Игнасија Челе. Након једне од победа турниру у Окланду, прокоментарисао је да су „обојица играли као жене”. Након тога је рекао да је мислио на то да је било много брејкова и лоших сервиса.
Освојио је своју прву титулу, у Сан Хозеу, Калифорнија, и током турнира је победио два бивша 1. тенисера планете, Ендија Родика и Лејтона Хјуита. Достигао је и четвртфинале на турниру у Мемфису. Али, зато је изгубио у првом колу на Отвореном првенству Француске и у Квинсу. Такође је играо и мушке парове у Дејвис купу, јер због повреде није могао да игра појединачно.
Од када је ушао у првих 100 најбољих играча света, Мари је у медијима описиван као „тенисер експлозивне нарави”. Током играња парова у Дејвис купу с Грегом Руседским против Ненада Зимоњића и Илије Бозољца, Мари је увредио судију назвавши га „идиотом”, због чега је морао да плати казну од 2.500 долара. Касније је рекао да јесте псовао током меча, као и: „Били смо шокирани неким одлукама судије, и рекао сам колико је лош”.
Изгубио је већ у 1. колу на мастерсу у Монте Карлу, а на Вимблдону 2006. 4. коло (у 3. колу је поразио трећег носиоца Ендија Родика), у ком је изгубио од Маркоса Багдатиса. Затим је достигао финала турнира у Њупорту и Вашингтону. У међувремену је победио Андија Рама у мечу Дејвис купа против Израела.
Достигао је полуфинале Канада Мастерса, у ком је изгубио од Ришара Гаскеа, а на Мастерс турниру у Синсинатију је изгубио од Родика у четвртфиналу. У 3. колу је порази 1. тенисера света Роџера Федерера. Мари је један од двојице тенисера који су успели да нанесу пораз Федереру те године (други је Рафаел Надал). На последњем гренд слем турниру у сезони, Отвореном првенству САД изгубио је у 4. колу од Николаја Давиденка. Затим је поново играо у Дејвис купу. Британија је играла против Украјине, и Мари је победио у оба појединачна меча, док је изгубио у игри парова.
Крајем године, изгубио је од Тима Хенмана на турниру у Бангкоку. Такође је играо финале мушких парова са својим братом. На мастерсу у Мадриду је изгубио у 3. колу од Новака Ђоковића. Такође је изгубио у 2. колу мастерса у Паризу.
На крају године, Мари се налазио на 17. месту АТП листе.

### 2007.
На турниру у Дохи, Мари је стигао до финала, победивши у полуфиналу Николаја Давиденка. У финалном мечу је изгубио од Ивана Љубичића.
На Аустралијен опену те године, поражен је од Рафаела Надала у четвртој рунди у пет сетова 7:6 (3), 4:6, 6:4, 3:6, 1:6.
У фебруару је освојио другу титулу у Сан Хозеу, где је победио годину дана раније. У финалу је победио Ива Карловића.
На следећа три турнира Мари је стигао до полуфинала (у Мемфису, Индијан Велсу и Мајамију). Тада је први пут ушао међу првих десет на АТП ранг листи.
Велики део сезоне, Енди је принуђен да пропусти због повреде, укључујући Отворено првенство Француске и Вимблдон. Вратио се на турниру у Монтреалу, где је изгубио у другом колу. На Ју-Ес Опену губи меч трећег кола. У октобру, Енди игра финале турнира у Мецу, где је изгубио од Томија Робреда 6:0, 2:6, 3:6. Крајем истог месеца освојио је трећу титулу у каријери, када је у Санкт Петербургу, победио Фернанда Вердаска 6:2, 6:3. На Мастерсу у Паризу Мари је стигао до четвртфинала. Сезону је завршио на 11. месту.

### 2008.
Мари је, све док није почела нова АТП сезона, тренирао пуно, с тениским експертима као што су Џиз Грин, Мет Литл и Мајлс Меклаглан у Мајамију, и Мари је тада рекао да никада није био спремнији за почетак сезоне. Маријев труд се исплатио када је освојио свој четврти турнир у каријери, 5. јануара у Дохи. У полуфиналу је победио 4. играча света Николаја Давиденка 6:3, 6:4, а у финалу Станисласа Вавринку, 6:4, 4:6, 6:2. Овај резултат вратио је Марија у првих 10.
Мари је био 10. носилац на Отвореном првенству Аустралије 2008. године, али је већ у првој рунди изгубио од финалисте Жо Вилфреда Цонге (7:5, 6:4, 0:6, 7:6). Мари није играо у мечевима Дејвис купа против Аргентине, што је прилично разљутило Британце. Ендијев брат Џејми је рекао да „Енди не мрзи да игра Дејвис куп, него жели да се концентрише на турнир у Марсељу”.
Енди Мари је освојио своју пету титулу у Марсељу, победивши у финалу Марија Анчића (6:3, 6:4). Међутим, на следећем турниру је испао већ у првом колу. На турниру у Дубаију, победио је првог тенисера света Роџера Федерера по други пут у својој каријери (6:7, 6:3, 6:4). Изгубио је у четвртфиналу од Николаја Давиденка, 7:5, 6:4. На прва два турнира из Мастерс серије није постигао значајне резултате. Изгубио је у 4. колу Индијан Велс Мастерса од Томија Хаса, и од Марија Анчића у 2. колу Мајами Мастерса.
Како би био боље спремљен за турнирне на шљаци, подлози на којој је најслабији, Енди Мари је почео да ради с некадашњим финалистом Отвореним првенство Француске Алексом Коречом. На првом турниру на шљаци, Монте Карло Мастерсу, изгубио је у 3. колу од Новака Ђоковића (6:0, 6:4). Испао је у 2. колу турнира у Барселони и Рим Мастерса, и у 3. колу Хамбург Мастерса, у ком је изгубио од каснијег шампиона Рафаела Надала (6:3, 6:2).
Мари је био 10. носилац на Отвореном првенству Француске. У 1. колу је савладао Џонатана Ајсерика, добитника „вајлд карте”. У 2. колу је победио Хосеа Акасуса, специјалисту за шљаку, 6:4, 6:0, 6:4. Би-Би-Си је ово назвао „његовим најбољим преформансом на шљаци икада”. Ипак, у 3. колу је изгубио од каснијег четвртфиналисте Николаса Алмагра, 6:3, 6:7, 6:3, 7:5.
На турниру у Квинсу, Енди Мари је достигао четвртфинале, али је тај меч морао да преда Ендију Родику због повреде палца руке, тако да није могао да држи рекет. На Вимблдону 2008. је победио достигао четвртфинале, успут победивши Фабриса Сантороа, Гзавјеа Малиса, Томија Хаса и Ришара Гаскеа. У свом првом Гренд слем четвртфиналу је изгубио од каснијег шампиона турнира, Рафаела Надала (6:3, 6:2, 6:4).
Мари је онда заиграо на Серији Отвореног првенства Америке. Достигао је полуфинале Канада Мастерса у Торонту, изгубивши од Рафаела Надала, који је и освојио турнир. Претходно је у четвртфиналу победио 3. тенисера света Новака Ђоковића. После неколико дана, поново је победио Ђоковића у финалу Синсинати Мастерса (7:6(4), 7:6(5)), и тако освојио своју прву титулу из АТП Мастерс серије. Ова победа му је омогућила да постане 6. тенисер света, што је његова највиша позиција на АТП листи икада. Енди Мари је тако постао тек други Британац који је освојио титулу из АТП Мастерс серије (након Тима Хенмана, који је Париз мастерс освојио 2003).
Енди Мари се такмичио за Уједињено Краљевство на Летњим олимпијским играма 2008. године у Пекингу, Кина, и то у две категорије. Играо је мушки сингл, као и мушки дубл с братом Џејмијем. Нажалост, већ у првом колу је изгубио, и то од домаћег играча Лу Јен-Хсуна. Са братом Џејмијем је у првом колу поразио Канађане Данијела Нестора и Фредерика Неимејера, али су у другом колу поражени од француског пара Арно Клеман — Микаел Љодра.
Мари је достигао своје прво гренд слем финале на Отвореном првенству Америке, у којем га је поразио петоструки шампион турнира Роџер Федерер (6:2, 7:5, 6:2). За пролазак у финале савладао је првог тенисера света, Рафаела Надала, 6:2, 7:6(4), 4:6, 6:4. Након овог турнира Мари је постао 4. тенисер света по први пут у каријери. Такође се пласирао на овогодишњи Тенис Мастерс Куп. 18. октобра је достигао друго мастерс финале у каријери, финале Мадрид Мастерса, у коме је и тријумфовао над француским тенисером Жила Симона. У полуфиналу је савладао другог тенисера света Роџера Федерера. Мари је постао први Британац који је освојио више од једне титуле из АТП Мастерс серије и први који је освојио четири титуле у сезони. 26. октобра освојио је и турнир у Санкт Петербургу, што је била његова 23. победа у претходних 25 мечева. Мари је постао и први Британац који је одбранио своју титулу још од Марка Кокса 1975. године, који је одбранио своје титуле у Лондону и Вашингтону.
Мари се затим такмичио на Тенис мастерс купу, завршном АТП шампионату за најуспешније тенисере у години. Победио је у сва три меча у фази по групама, које је играо против Ендија Родика, Жила Симона и Роџера Федерера. У полуфиналу је поражен од стране Николаја Давиденка са 7:5, 6:2 по сетовима.

### 2009.
Мари је почео сезону 2009. победама над десетим, другим и првим тенисером света — Џејмсом Блејком, Роџером Федерером и Рафаелом Надалом — и освојио егзибициони турнир у Абу Дабију. Након тога је одбранио титулу на турниру у Дохи, савладавши успут Алберта Монтањеса, Филипа Печнер, Роџера Федерера и Ендија Родика.
Мари је био 4. носилац на Отвореном првенству Аустралије 2009. Достигао је четврто коло, у којем га је поразио Фернандо Вердаско у пет сетова (6:2, 1:6, 6:1, 3:6, 4:6). Пре почетка турнира, кладионичари и тениски стручњаци сматрали су Марија за једног од главних фаворита. Ова изјава изазвала је негативне реакције код другог и трећег носиоца, Роџера Федерера и Новака Ђоковића, који су рекли да Мари до сада није освојио ниједну гренд слем титулу и да не разумеју зашто је сврстан међу фаворите, а сам Мари је на то одговорио да „не разуме поенту целе ствари” и да је добро играо у последње време, па да може бити „сврстан међу фаворите”.
Недуго након завршетка Отвореног првенства Аустралије, Мари је освоји турнир у Ротердаму, у чијем је финалу победио Рафаела Надала у три сета (6:3, 4:6, 6:0). Током тог меча, Надал је повредио колено, али је ипак одлучио да, због публике, не преда меч и одигра га до краја. Мари је затим отказао учешће на турниру у Марсељу, који је освојио 2008. године, како би се опоравио од повреде коју је зарадио током турнира у Ротердаму. Он је затим достигао четвртфинале на турниру у Дубаију, али је четвртфинални меч предао свом противнику Ришару Гаскеу услед вируса.
Мари је требало да игра за Дејвис куп репрезентацију Уједињеног Краљевства у мечевима против Украјине, али је одустао због истог вируса због ког се повукао са турнира у Дубаију. Тренутно игра на првом турниру из Мастерс 1000 серије, Индијан Велс Мастерсу. У полуфиналу је савладао другог тенисера света, Роџера Федерера, и а у финалу је изгубио од првог, Рафаела Надала, са 6:1, 6:2. Достигао је своје друго узастопно Мастерс 1000 финале на Мајами Мастерсу, где је у финалу савладао Новака Ђоковића са 6:2, 7:5. Мари је током турнира савладао Хуана Монака у другом колу, Николаса Масуа у трећем, Виктора Троицког у четвртом, Фернанда Вердаска у четвртфиналу и Хуана Мартина дел Потра у полуфиналу. Освојивши своју 11. титулу, Мари се изједначио са земљаком Тимом Хенманом, који је до тада био најтрофејнији британски тенисер.
На наредном турниру Мари је имао изузетно добар наступ с обзиром да се радило о турниру на земљаној подлози. Заустављен је у полуфиналу Мастерса у Монте Карлу од каснијег победника овог турнира, Рафе Надала са 6:2 7:6(4). После овог турнира је имао изузетно лош наступ на Мастерсу у Риму где је поражен у 2. колу од Хуана Монака.
На наредном турниру, Мастерсу у Мадриду, Мари је бранио титулу. Проблем је био у томе што је овај турнир померен на почетак сезоне и реконструисана је подлога на којој се игра. Тврду пологу заменила је шљака. Упркос томе, Мари је стигао до четвртфинала, где је поражен од Дел Потра (7:6(4), 6:3). На Ролан Гаросу је поново стигао до четвртфинала, где га је зауставио Фернандо Гонзалез (6:3, 3:6, 6:0, 6:4). Уследила је сезона на трави. Први турнир у тој сезони је одиграо у Квинсу. Тај турнир Мари је уједно и освојио победивши у финалу Џејмса Блејка (7:5, 6:4). На Вимблдону је одиграо сјајно и пласирао се у полуфинале. Тамо је поражен од Родика (6:4, 4:6, 7:6(7), 7:6(5)).
Након овог турнира Мари није играо скоро два месеца због повреде. Вратио се на Мастерсу у Канади и одиграо сјајан турнир. Победивши у финалу Дел Потра, Мари је освојио свој други Мастерс у сезони. Наредни турнир је одиграо слабије и био поражен у полуфиналу од Федерера у два сета. Ју-Ес Опен Мари је одиграо слабо. У 4. колу поразио га је Марин Чилић врло лако (7:5, 6:2, 6:2). Након овог турнира Мари је поново паузирао 2 месеца. Вратио се на турниру у Валенсији, који је и освојио. На последњем Мастерсу у Паризу поразио га је Штепанек. Годину завршава као 4. тенисер света.

### 2010.
Годину је Мари започео учешћем са Лором Робсон у традиционалном егзибиционом турниру на Хопман купу, где је екипа Уједињеног Краљевства, стигла у финале. Први званични турнир за њега је Отворено првенство Аустралије. Добија редом Кевина Андерсона, Марка Жискела, Флорана Сера и Џона Изнера. У четвртфиналу побеђује Рафаела Надала са резултатом 6:3, 7:6 (2), 3:0, после предаје Шпанца. У полуфиналу добија Марина Чилића у 4 сета и други пут у својој каријери стиже до финала на гренд слем турниру. Његов противник је био Роџер Федерер, Мари није био у стању да узме један сет, изгубивши 3:6, 4:6, 6:7 (11). 
Наставља сезону на турниру у Дубаију, где је изгубио у другом колу. На Мастерс турниру у Индијан Велсу, стигао је до четвртфинала, а у Мајамију губи у првом колу од Мардија Фиша. На шљаци Мари традиционално бележи лоше резултате. Само је играо у четвртфиналу турнира у Мадриду. На Ролан Гаросу испада у четвртом колу, изгубивши од Томаша Бердиха. На Вимблдону је поновио резултат из прошле године и стиже до полуфинала турнира. У борби за финале губи од броја један у свету Шпанца Рафаела Надала са 4:6, 6:7 (6), 4:6.
У припреми за последњи гренд слем турнир Ју-Ес Опен, Енди Мари је играо на три турнира. Први на турниру у Лос Анђелесу, где је достигао финале, изгубивши од Сема Кверија. Затим, у Торонту, одбранио је титулу победивши Рафаела Надала у полуфиналу 6:3, 6:4, а затим у финалу и Роџера Федерера 7:5, 7:5. Коначно на Мастерс турниру у Синсинатију, стигао је до четвртфинала. На Ју-Ес Опену Енди је изненађујуће поражен у трећем колу, изгубивши од Станисласа Вавринке.
Последњи део сезоне је почео на турниру у Пекингу, где је стигао до четвртфинала. На турниру Мастерс серије у Шангају, Мари је освојио своју другу титулу у сезони, савладавши Роџера Федерера 6:3, 6:2. На турниру у Валенсији, није успео да одбрани титулу, али у конкуренцији дублова заједно са својим старијим братом Џејмијем је освојио прву титулу у каријери у дублу. У Паризу на мастерсу, је достигао до четвртфинала. Трећи пут игра финални мастерс турнир у каријери, пролази групну фазу, где на крају у полуфиналу губи од Рафаела Надала 6:7 (5), 6:3, 6:7 (6). Као и претходне две сезоне, Мари завршава на четвртом месту светске ранг листе.

### 2011.
Као и прошле године, Мари је почео сезону са наступима на Хопман купу. За разлику од прошлогодишњег учинка (финале), заједно са Лором Робсон, заузели су последње 4. место у својој групи. Први званични турнир за њега је поново Аустралијан Опен, где је прошле године стигао до финала. Мари је успео по други пут у Аустралији и трећи пут у каријери да достигне финале гренд слем турнира. Али опет је изгубио у три сета, овога пута од Новака Ђоковића (пре тога Мари је победио Ђоковића три пута за редом, укључујући и два финала турнира Мастерс серије). Одмах након Аустралије Мари има низ пораза. Изгубио је уводни меч на три узастопна турнира у Ротердаму, Индијан Велсу и Мајамију. Затим у Монте Карлу, је успео да достигне до полуфинала. У Мадриду, Мари губи у трећем колу. На турниру у Риму, као у Монте Карлу, игра у полуфиналу. На Отвореном првенству Француске, Енди Мари је први пут играо полуфинале. Даље, није могао да прође, изгубио је од Рафаела Надала у три сета.
На турниру у Лондону - Квинсу, где је победио 2009, Енди успева да освоји турнир по други пут. У финалу, побеђује Жо-Вилфреда Цонгу. На Вимблдону по трећи пут узастопно је у завршници. Као и пре годину дана у полуфиналу успева да га победи Рафаел Надал са 7:5, 2:6, 2:6, 4:6.
Први меч на АТП турниру после Вимблдона је играо у августу на мастерсу у Торонту, против Кевина Андерсона и губи. Затим је освојио мастерс у Синсинатију, победивши у финалу новог броја 1 Новака Ђоковића. На Ју-Ес Опену је успео да достигне до полуфинала. Као и на претходна два гренд слем турнира свој пут прекида поразом од Рафаела Надала са резултатом 4:6, 2:6, 6:3, 2:6.
Следећи турнир у Бангкоку, где је Мари успео да освоји титулу. Он је тада освојио још једну титулу на турниру у Токију и осваја у дублу турнир са братом Џејмијем. На Мастерс турниру у Шангају, где је бранио титулу прошле године, поново побеђује, овог пута Давида Ферера 7:5, 6:4. Први који је успео да победи Марија после ове серије био је Томаш Бердих, у четвртфиналу Мастерса у Паризу. На завршном турниру, играјући први меч против Ферера који је изгубио, Мари се повукао са турнира због повреде, заменио га је Јанко Типсаревић. Мари је уобичајено завршио на 4. месту те године.

### 2012.
У новој сезони Мари ангажује новог тренера. Његов ментор је чувени тенисер Иван Лендл.
Први турнир за њега је турнир у Бризбејну. Мари је победио. У финалу је победио Александра Долгополова 6:1, 6:3.
На Аустралијан Опену, где је претходно два пута играо финале, заустављен је у полуфиналу, где је изгубио од владајућег шампиона Новака Ђоковића у пет сетова. Њихов меч је трајао 4 сата и 50 минута.
На Вимблдону Енди Мари достиже финале, победивши успут Давиденка, Карловића, Багдатиса, Чилића, Ферера и Цонгу. Али у финалу је поново изгубио — камен спотицања био је Роџер Федерер са резултатом 4:6, 7:5, 6:3, 6:4.
На Олимпијским играма у Лондону, такође на теренима Вимблдона Мари осваја златну медаљу, победивши првог и другог рекета света - Федерера у финалу и Ђоковића у полуфиналу. Тако се Енди реванширао Роџеру за пораз у финалу Вимблдона.
10. септембра постигао је историјски успех, како за себе тако и за целу Британију, победом на Ју-Ес Опену. Добија Новака Ђоковића у неизвесном мечу у пет сетова, чиме је Енди први пут у својој каријери освојио гренд слем. Он је био први Британац који је освојио гренд слем још од Фреда Перија, 1936. године.
Након тога игра у Токију и побеђује га Милош Раонић. Мари није успео да одбрани ни мастерс у Шангају, у финалу губи од Ђоковића после више од 3 сата борбе. Поражен је у трећем колу мастерса у Паризу од пољског тенисера Јежија Јановича. На Мастерс купу, завршном турниру, стигао је до полуфинала, где је изгубио од Роџера Федерера 6:7(5), 2:6.

### 2013.
Годину је започео победом у финалу Бризбејна над бугарским тенисером Григором Димитровим.
На Отвореном првенству Аустралије Мари је био трећи носилац. Поражен је у финалу од Новака Ђоковића са резултатом 6:7(2), 7:6(3), 6:3, 6:2. Потом осваја свој девети турнир из мастерс категорије у Мајамију, победивши Давида Ферера са 2:6, 6:4, 7:6(1). Вратио се на друго место АТП листе.
Потом је играо на мастерсу у Монте Карлу, где је изгубио у трећем колу од Станисласа Вавринке.
У Мадриду достигао је прво четвртфинале у сезони на шљаци, али Мари губи од Томаша Бердиха у два сета. Неочекивано лоша игра Марија је настављена и на турниру у Риму, где је предао меч другог кола Марселу Гранољерсу при резултату 1:1 у сетовима.

## Национални идентитет
Мари дефинише себе као „Шкота, али такође и Британца”. Током Вимблдона 2006. Мари је изазвао јавну дебату својом изјавом да на Светском првенству у фудбалу 2006. „подржава било кога осим репрезентације Енглеске”. Као резултат је примио многобројна писма мржње на свом званичном сајту. Медији су такође пренели да је Мари на мечу између Енглеске и Парагваја носио дрес парагвајског тима, што се испоставило као нетачно. Мари је објаснио да су његови коментари изречени у шали током једног врло опуштеног интервјуа са Десом Келијем, који га је упитао да ли ће на Светском првенству навијати за шкотску репрезентацију, и поред тога што се Шкотска није квалификовала. Кели је изјавио да су друге новине Маријеве изјаве пренеле из контекста и да је „истина потпуно изгубљена“, у жељи да се пишу негативни коментари о Марију.
Мари је такође изјавио како „није антиенглез” и како „никада није ни био”, као и да је био врло разочаран када је Енглеска елиминисана од стране Португала. У разговору са Ники Кембел у радио-емисији BBC Radio 5 Live Тим Хенман је потврдио да је Маријев коментар био изречен у шали, на коју су га подстакли Кели и Хенман. Он је такође изјавио да је неистина да је Мари носио дрес Парагваја.
У разговору са Габијем Логаном за Inside Sport, Мари је рекао да је он и Шкот и Британац, и да је задовољан својим британским идентитетом. Изјавио је да између та два нема конфликта и да је поносан на оба. Мари је такође открио да је једном четвртином Енглез, будући да му један део породице потиче из Њукасла, да је његов тренер Шкот, а његова девојка, Ким Сирс, Енглескиња.

## Статистике каријере

### Учинак на гренд слем турнирима
| Легенда | Легенда                                    | Легенда | Легенда                          |
| ------- | ------------------------------------------ | ------- | -------------------------------- |
| О/И     | однос освајања турнира и играња на турниру | Поб–пор | однос побједа и пораза           |
| НО      | турнир није одржан те године               | Н       | није учествовао на турниру       |
| КВ      | изгубио у квалификацијама                  | 1К      | изгубио у првом колу             |
| 2К      | изгубио у другом колу                      | 3К      | изгубио у трећем колу            |
| 4К      | изгубио у четвртом колу                    | ГФ      | изгубио у групној фази такмичења |
| ЧФ      | изгубио у четвртфиналу                     | ПФ      | изгубио у полуфиналу             |
| Ф       | изгубио у финалу                           | П       | освојио турнир                   |

| Турнири            | 2005. | 2006. | 2007. | 2008. | 2009. | 2010. | 2011. | 2012. | 2013. | 2014. | 2015. | 2016. | 2017. | 2018. | 2019. | 2020. | 2021. | 2022. | 2023. | О/И    | Поб:пор | %      |
| ------------------ | ----- | ----- | ----- | ----- | ----- | ----- | ----- | ----- | ----- | ----- | ----- | ----- | ----- | ----- | ----- | ----- | ----- | ----- | ----- | ------ | ------- | ------ |
| Гренд слем турнири |       |       |       |       |       |       |       |       |       |       |       |       |       |       |       |       |       |       |       |        |         |        |
| ОП Аустралије      | Н     | 1К    | 4К    | 1К    | 4К    | Ф     | Ф     | ПФ    | Ф     | ЧФ    | Ф     | Ф     | 4К    | Н     | 1К    | Н     | Н     | 2К    | 3К    | 0 / 15 | 51:15   | 77,27% |
| Ролан Гарос        | Н     | 1К    | Н     | 3К    | ЧФ    | 4К    | ПФ    | ЧФ    | Н     | ПФ    | ПФ    | Ф     | ПФ    | Н     | Н     | 1К    | Н     | Н     | Н     | 0 / 11 | 39:11   | 78,00% |
| Вимблдон           | 3К    | 4К    | Н     | ЧФ    | ПФ    | ПФ    | ПФ    | Ф     | П     | ЧФ    | ПФ    | П     | ЧФ    | Н     | Н     | НО    | 3К    | 2К    | 2К    | 2 / 15 | 61:13   | 82,43% |
| ОП САД             | 2К    | 4К    | 3К    | Ф     | 4К    | 3К    | ПФ    | П     | ЧФ    | ЧФ    | 4К    | ЧФ    | Н     | 2К    | Н     | 2К    | 1К    | 3К    |       | 1 / 16 | 48:15   | 76,19% |
| Поб:пор на ГС      | 3:2   | 6:4   | 5:2   | 12:4  | 15:4  | 16:4  | 21:4  | 22:3  | 17:2  | 17:4  | 19:4  | 23:3  | 12:3  | 1:1   | 0:1   | 1:2   | 2:2   | 4:3   | 3:2   | 3 / 57 | 199:54  | 78,66% |

### Гренд слем финала

#### Појединачно: 11 (3:8)
| Исход     | Бр. | Година | Турнир                            | Подлога | Противник     | Резултат                       |
| --------- | --- | ------ | --------------------------------- | ------- | ------------- | ------------------------------ |
| Финалиста | 1.  | 2008.  | Отворено првенство САД            | Тврда   | Роџер Федерер | 2:6, 5:7, 2:6                  |
| Финалиста | 2.  | 2010.  | Отворено првенство Аустралије     | Тврда   | Роџер Федерер | 3:6, 4:6, 6:7(11:13)           |
| Финалиста | 3.  | 2011.  | Отворено првенство Аустралије (2) | Тврда   | Новак Ђоковић | 4:6, 2:6, 3:6                  |
| Финалиста | 4.  | 2012.  | Вимблдон                          | Трава   | Роџер Федерер | 6:4, 5:7, 3:6, 4:6             |
| Победник  | 1.  | 2012.  | Отворено првенство САД            | Тврда   | Новак Ђоковић | 7:6(12:10), 7:5, 2:6, 3:6, 6:2 |
| Финалиста | 5.  | 2013.  | Отворено првенство Аустралије (3) | Тврда   | Новак Ђоковић | 7:6(7:2), 6:7(3:7), 3:6, 2:6   |
| Победник  | 2.  | 2013.  | Вимблдон                          | Трава   | Новак Ђоковић | 6:4, 7:5, 6:4                  |
| Финалиста | 6.  | 2015.  | Отворено првенство Аустралије (4) | Тврда   | Новак Ђоковић | 6:7(5:7), 7:6(7:4), 3:6, 0:6   |
| Финалиста | 7.  | 2016.  | Отворено првенство Аустралије (5) | Тврда   | Новак Ђоковић | 1:6, 5:7, 6:7(3:7)             |
| Финалиста | 8.  | 2016.  | Ролан Гарос                       | Шљака   | Новак Ђоковић | 6:3, 1:6, 2:6, 4:6             |
| Победник  | 3.  | 2016.  | Вимблдон (2)                      | Трава   | Милош Раонић  | 6:4, 7:6(7:3), 7:6(7:2)        |

### Учинак на завршном првенству сезоне
| Турнир                   | 2005.                | 2006.                | 2007.                | 2008. | 2009. | 2010. | 2011. | 2012. | 2013. | 2014. | 2015. | 2016. | 2017.                | 2018.                | 2019.                | 2020.                | 2021.                | 2022.                | 2023. | О/И   | Поб:пор | %      |
| ------------------------ | -------------------- | -------------------- | -------------------- | ----- | ----- | ----- | ----- | ----- | ----- | ----- | ----- | ----- | -------------------- | -------------------- | -------------------- | -------------------- | -------------------- | -------------------- | ----- | ----- | ------- | ------ |
| Завршно првенство сезоне |                      |                      |                      |       |       |       |       |       |       |       |       |       |                      |                      |                      |                      |                      |                      |       |       |         |        |
| Мастерс куп              | Није се квалификовао | Није се квалификовао | Није се квалификовао | ПФ    | ГФ    | ПФ    | ГФ    | ПФ    | Н     | ГФ    | ГФ    | П     | Није се квалификовао | Није се квалификовао | Није се квалификовао | Није се квалификовао | Није се квалификовао | Није се квалификовао |       | 1 / 8 | 16:11   | 59,26% |

### Финала завршног првенства сезоне

#### Појединачно: 1 (1:0)
| Исход    | Бр. | Година | Турнир | Подлога   | Противник     | Резултат |
| -------- | --- | ------ | ------ | --------- | ------------- | -------- |
| Победник | 1.  | 2016.  | Лондон | Тврда (д) | Новак Ђоковић | 6:3, 6:4 |